# Al-Maʿarri
Abū al-ʿAlāʾ al-Maʿarrī (en árabe أبو العلاء المعري Abū al-ʿAlāʾ al-Maʿarrī, nombre completo أبو العلاء أحمد بن عبد الله بن سليمان التنوخي المعري Abū al-ʿAlāʾ Aḥmad ibn ʿAbd Allāh ibn Sulaimān al-Tanūẖī al-Maʿarrī, Maʿarra, 973-Maʿarra, 1058) fue un filósofo y poeta árabe ciego, controvertido racionalista en su tiempo por atacar los dogmas de la religión y rechazar que el islam tuviera el monopolio de la verdad.

## Vida
Abul Ala nació en Maʿarra, en el centro-noroeste de Siria. Fue miembro de la familia Banu Sulayman, familia notable de la ciudad perteneciente a la tribu Tanukh. Su tatarabuelo paterno había sido el primer qadi de la ciudad. Algunos miembros de Bani Sulayman habían sido también poetas. Perdió la vista a la edad de cuatro años debido a la viruela.
Comenzó su carrera como poeta a edad temprana, hacia los 11 o 12 años, siendo educado primero en Maʿarra y Aleppo, después en Antioquía y otras ciudades sirias.
Entre sus maestros en Aleppo, tuvo compañeros del círculo de Ibn Khalawayh. Este gramático y estudioso islámico había muerto en el año musulmán 370 (980/1 de la era común), cuando Al-Maʿarri era aún un niño. Al-Maʿarri lamentó la pérdida de Ibn Ḵh̲ālawayh en un poema de su Risālat al-ghufrān.
Al-Qifti cuenta que en su viaje a Trípoli, Al-Maʿarri visitó un monasterio cristiano cerca de Latakia donde participó en debates de filosofía helenística, que le hizo plantar la semilla del escepticismo y la irreligiosidad; otros historiadores como Ibn al-Adim niegan que estuviera expuesto a otra teología más allá de la doctrina islámica.
Estuvo dos años en Bagdad, donde fue bien recibido en los salones literarios del momento, pero pronto optó por una vida ascética, rechazando vender sus poemas, viviendo en reclusión y llevando una dieta estricta. Así disfrutó de un enorme respeto y atrajo a varios estudiantes, además de llevar una activa correspondencia postal con estudiantes en el extranjero.
Volvió a su localidad natal, Maarra, hacia 1010, donde vivió el resto de su vida practicando el ascetismo y el veganismo.

## Filosofía
Al-Maʿarri fue escéptico en sus creencias y denunció la superstición y el dogmatismo en la religión. Ha sido descrito como un librepensador pesimista, aunque también se argumenta que pudo ser un deísta. Uno de sus temas más recurrentes de su filosofía fue los derechos de la razón contra la costumbre, la tradición y la autoridad.
Al-Maʿarri enseñaba que la religión era una «fábula inventada por los antiguos», inútil excepto para quienes explotan a las masas crédulas.

No supongas que las declaraciones de los profetas son verdad: todas son inventos. Los hombres vivían cómodamente hasta que llegaron los profetas y arruinaron la vida de todos. Los libros sagrados son solo un conjunto de cuentos inútiles.

Al-Maʿarri criticó muchos de los dogmas del Islam, como la Hajj, a lo que él llamaba "el viaje de un pagano".
Rechazó la revelación divina. Su credo era la filosofía y el ascetismo para lo cual la razón sirve de guía moral y la virtud es la recompensa.
Era vegano, conocido en su tiempo como vegetariano moral, suplicando: “no deseéis como alimento la carne de los animales sacrificados, o la blanca leche de las madres que destinaron su pura bebida a sus crías“.
El pesimismo fundamental de Al-Maarri's se expresa en la recomendación de no tener hijos para no hacerles pasar por los sufrimientos de la vida. En una elegía compuesta por él sobre la pérdida de un familiar, compagina su dolor con observaciones sobre lo efímero de la vida:

Ablanda tu paso. Me parece que la superficie de la Tierra no es más que los cuerpos de los muertos, 

Camina lentamente en el aire, para no pisotear los restos de los siervos de Dios.

Su escepticismo religioso y su antirreligiosidad se expresan en un poema en el que aparece la frase:

Los habitantes de la tierra se dividen en dos categorías: unos, inteligentes pero sin religión; otros, religiosos, pero sin inteligencia.
Al Ma'arri

## Obras
Una colección de sus poemas aparece bajo el título La chispa del eslabón (Saqt e-zand; سقط الزند), con la que ganó popularidad y reputación como poeta.
Una segunda colección original aparece bajo el título Cumplir lo que no es obligatorio (Luzum ma la yalzam لزوم ما لا يلزم أو اللزوميات); también Luzumiyat ‘necesidades’), en alusión a la innecesaria complejidad de la rima que utiliza y que se autoimpone como obligación.
Su tercera obra es un trabajo en prosa conocida como La epístola del perdón (Risālat al-ghufrān رسالة الغفران).
En esta obra, el poeta visita el paraíso (Jannah), donde se encuentra con poetas árabes del periodo pagano (Jahiliyyah), contrario a la doctrina musulmana que sostiene que solo en Dios se puede encontrar la salvación.
Pese a las resistencias de la crítica literaria dantiana por reconocer la manifiesta inspiración de la Divina Comedia de Dante en la Risala de Maarri, el español Miguel Asín Palacios dedicó una buena parte de su obra a demostrarlo. El sector mayoritario de la crítica anglosajona e italiana ha preferido dejarlo en una mera comparación, debido al formato de la conversación con los muertos en el paraíso de la Divina Comedia, de Dante, haciendo quedar a Ma'arri como un simple precursor. Pero la crítica española, siguiendo a Asín Palacios, ha conseguido demostrar que, sin negar la originalidad de Dante, es indudable su deuda con la Risala de Ma'arri.
Párrafos y objetivos (Fusul wa ghāyāt) es una colección de textos que parodian al Corán.